# Гейзельтальский буроугольный бассейн
Гейзельтальский буроугольный бассейн расположен на юго-востоке Германии в долине реки Зале около города Галле. В Гейзельтальском буроугольном бассейне находится ископаемое озеро Гейзельталь в котором находят остатки буроугольных растений удивительной сохранности. Здесь, в бурых углях эоценового возраста попадаются представители практически всех групп животных и растений, существовавших в этих местах около 40-50 миллионов лет назад, в том числе:
Propalaeotherium, Godinotia, Lophiodon, Oxyaenoides, Asiatosuchus, Geoemyda, Trogulidae и Psiloptera.